# Castillo de Almonecir
El castillo de Almonecir está situado en el término municipal de Vall de Almonacid (Provincia de Castellón, España) sobre un promontorio en el centro del valle, siendo de tipo montano con planta irregular.

## Historia
Fue levantado a principios del siglo XII por los musulmanes, siendo rábida fortificada habitada por morabitos guerreros. 
Después de la reconquista el castillo pasó a manos de los Cristianos y con el paso del tiempo fue perdiendo su función militar, siendo abandonado a partir del siglo XVI. 
Sus funciones administrativas y de gobierno se seguían realizando en la casa-palacio construida en la Vall de Almonacid, lugar más cómodo y de fácil acceso.
La fortaleza consta de un recinto rectangular interno, limitando sus extremos una alta torre del homenaje de tapial, de planta rectangular con un lado curvo, conservada hasta las almenas y con saeteras. esta conserva cuatro plantas: la planta base tiene el acceso separado de las restantes, a las cuales se accedía por la planta principal. Cuenta con troneras verticales desde donde se batía la entrada. 
Ante la puerta hay una explanada, que conforma otro recinto amurallado del cual hoy conserva pocos tramos de muralla. Los muros mejor conservados en altura se encuentran en el frente que mira a Val, pues hay zonas que mantienen almenas y hasta una torre intermedia, por el contrario en el lado que da a Algimia se encuentran más desmochados. Básicamente el muro se asienta sobre la roca, necesitando por tanto poca cimentación. La muralla está formada por dos paredes paralelas de mampostería no concertada con mortero de cal, en la cual se aprecian los cantos rodados de arenisca roja, con una diferencia de altura entre la exterior y la interior: la hilada exterior sostiene el almenado la interior crea un espacio libre en lo alto del muro que era aprovechado para el paso de la ronda de la guardia. 
Dispone de aljibe al cual iban a parar las aguas de la planta de coronamiento de la torre por una conducción todavía visible y de los tejados de otras edificaciones adosadas. Delante del aljibe se encontraba el portal, formando un sistema de acceso de doble recodo, protegido por el conjunto torre del homenaje-aljibe-torre auxiliar.